# 广州白云站
广州白云站是中国铁路的一座車站，位於广州市白云区新市街道、棠景街道和石井街道交汇处，处于京广铁路、广深铁路、广茂铁路所形成的普速路网中心区域，同时引入京广高速铁路、广湛高速铁路以及广清城际铁路:12，为广州铁路枢纽的主要铁路客运站之一，主要办理枢纽各方向普客始发终到及通过作业，隶属中国铁路广州局集团有限公司。车站由原棠溪站北场改建而成，于2018年开工建设，2023年12月26日投入运营。
廣州白雲站為亞洲最大的火車站綜合樞紐之一，承接原在廣州站、广州东站营业的大部分普速列車線路，以缓解广州铁路枢纽运能不足的问题。

## 历史

### 规划设计

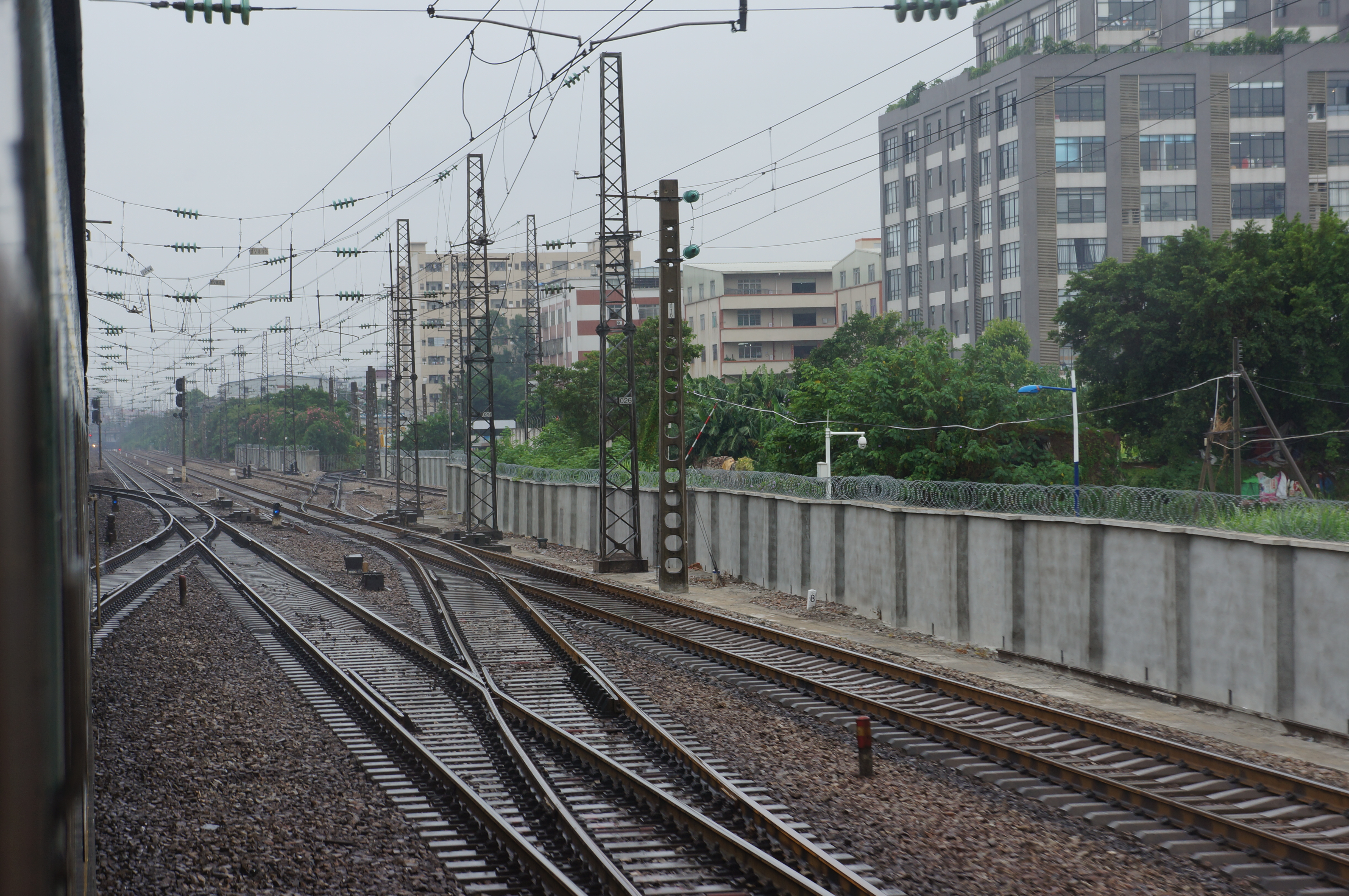
棠溪站北场（2016年）

自京广高速铁路、廣深港高速鐵路等高速铁路线路开通以来，广州的高铁站场基本分布在番禺、花都以及南沙等地，距离广州市中心路程较远、耗时颇长，难以适应旅客出行需求，使得高铁效率和竞争力大打折扣。而广州站等铁路枢纽站的日均旅客发送量早已远超其设计日均旅客发送量，旅客发送能力日趋饱和，到发线能力已利用至极限。由广州市发改委起草的《广州综合交通枢纽总体规划（2016—2030年）》提到，广州市将改扩建既有客站，提升客运功能，处于主城区的铁路货场需要逐步外移或转型升级，广州站以及广州东站将会进行一体化整合，改造成广州中心火车站，功能定位从普铁服务中心转型为高铁服务中心。原为货场的棠溪站将逐步弱化货运业务转换功能为客运站，而广州站和广州东站原有的普速客运业务将转移到棠溪站当中，以释放广州站和广州东站的客运及配套机辆设施能力，有利于甬广高铁、京港高铁列车引入广州东站，以及京广高铁、深湛铁路、贵广高铁、南广铁路等路线的列车引入广州站，同时为下步广州站改造提供过渡条件。
广东省人民政府和广州市人民政府于2016年10月与中华人民共和国国家发展和改革委员会签署了《共建综合交通枢纽示范工程合作框架协议》，协议中提及原有棠溪站北场的位置将会新建广州白云站，定位为以接发普速列车为主的车站。广州白云站同时是中国十三五铁路规划中的重要项目，也是广州铁路枢纽规划“五主三辅”客站中的主要客站之一。车站建成后将承接原广州站和广州东站的普速列车接发作业，兼顾部分高铁和珠三角城际客流，并规划引入地铁、长途客运、公交枢纽站，成为集各种方式一体化换乘的综合交通枢纽，而完成改造后广州站、广州东站则以接发动车组列车为主。根据《广州市交通运输“十四五”规划》，广州白云站将会与改造后的广州站、广州东站，构建“三站一体”中心城区组合铁路枢纽:27。
2018年7月5日，广州铁路枢纽新建广州白云站（棠溪站）工程可行性研究报告获得中国铁路总公司和广东省人民政府的联合批复，同年11月14日初步设计获批。根据批复的初步设计，站场将设置11台26线，自西向东将有普速场、高铁场和广清城际场，其中普速场有7台13线及3条机走线，高铁场近期有2条正线，远期将设置3台6线及2条通过线，城际场有1台2线:12；惟上述设计被2020年3月25日国铁集团和广东省联合批复的广州白云站取消棠溪南场工程及配合广湛客专引入广州白云站站内同步实施工程等2项I类变更设计取代，同年7月白云站站房及相关工程初步设计亦获批；新建广州至湛江高速铁路广州枢纽广州白云站至江村西线路所联络线工程初步设计及广州白云站（棠溪站）工程变更设计则于2021年8月27日获批。

### 建设施工

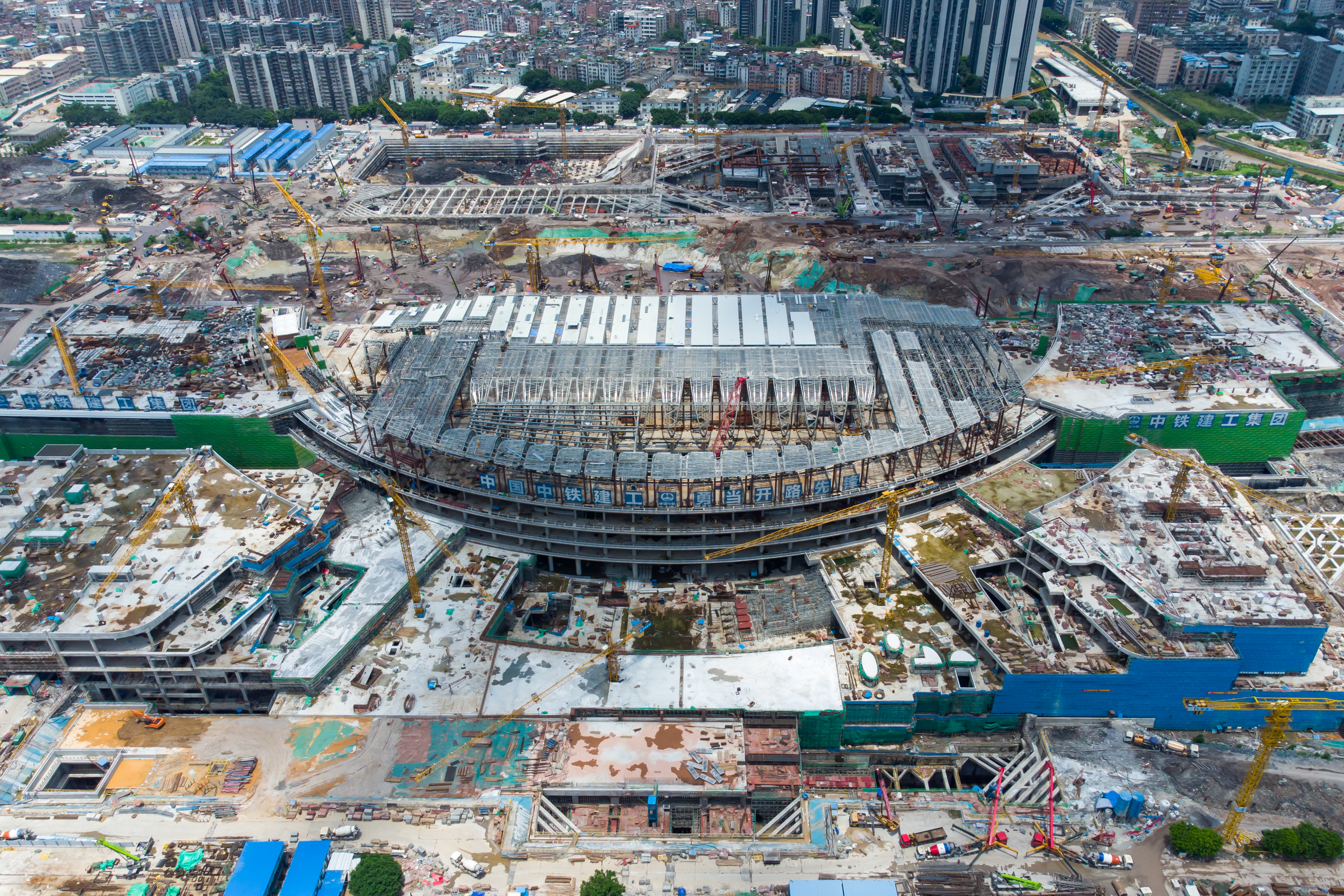
俯瞰建设中的车站（2022年7月）

广州白云站项目工程具体包括新建广州白云站铁路主体工程及综合交通枢纽一体化工程两个项目，是广州市首个按现代综合交通枢纽规划建设理念打造的特大型枢纽工程。项目规划总用地面积263.26万平方米，总建筑面积约111.12万平方米，总投资超过440亿元。其中，广州白云站主体及有关工程投资220亿元，站场综合交通枢纽一体化工程投资223亿元。铁路主体项目内容包括：新建广州白云站、大朗客整所（包括预留大朗机务折返段）、既有广州机务段适应性改造、新建京广高铁联络线广州北～广州白云站19.284公里，广州白云～广州西增复线5.14公里，以及预留广湛高铁等需同步实施的工程；综合交通枢纽一体化建设工程则包含配套场站工程、周边配套市政道路工程、地铁预留工程等。
广州白云站项目属于超大、超深、超宽地下工程，采用了“先封顶、后结底”逆作法进行施工，在桩基施工完成后先进行顶板施工，再向下逐层开挖，实现了基坑全封闭施工。此外，广州白云站也是中国首批试用智能化建造机器人的铁路站房建设项目。工程在土建阶段使用了土建专业的混凝土智能随动布料机、地面整平机器人、地面抹平机器人、地库抹光机器人等6种智能机器人，后期随着工程进展和施工需求，还会投入使用机电、装饰装修等各专业领域的其他14种智能建造机器人，将极大地推动建筑工人从体力型向技术型转变。
2018年12月28日，廣州白雲站及其綜合交通樞紐一體化工程正式開工建設，而新建广州白云站站房及相关工程则于2020年10月10日正式动工。
铁路站房工程方面，首块底板于2021年1月17日浇筑完成，标志着正式进入车站主体施工阶段。2022年1月24日，站房一期主体结构封顶，正式进入二期工程施工阶段；3月18日，车站首批屋盖钢结构开始提升；10月20日，首根逆作异型钢柱施工吊装完成。2023年4月30日，站房混凝土主体结构全部完成；6月19日，随着最后一榀钢结构杆件拼装完成，新建广州白云站全面封顶，站房钢结构整体完工，进入室内外装饰装修阶段；10月27日，车站永久用电工程正式投入使用。
铁路站場工程方面，京广铁路上、下行线分别于2021年12月14日、2022年1月6日拨接至白云站西侧的3和5道，以开展车站东侧的施工；2023年7月15日则再次将京广铁路拨接至东侧19和22道，以便完成西侧站场的建设；9月13日，广州白云站京广场新站型正式启用，本站京广场及广州站（含客技站）亦从广州地区台划出纳入新建的广州枢纽台管辖；11月6日，花广联络线成功引入广州白云站，标志白云站枢纽轨道工程贯通；12月21日，白云站相关的动态检测工作全部完成。
综合交通枢纽工程方面，地铁预留工程于2022年11月17日封顶；而配套场站工程则于2023年5月实现主体结构封顶，标志着广州白云站综合交通枢纽一体化项目的土建工程全部完成施工。
施工期间，建设指挥部发现了约100年前的“粤汉铁路祥港涌铁路桥”；由于年代久远，建设指挥部决定废除这座桥，将桥梁搬走保护，并将桥墩拆除。

### 开通运营
2023年12月26日，车站投入运营，首趟列车C1893次於上午9时28分发出开往汕头南站。车站启用的第三日即12月28日花广联络线启用通车，车站开始接发经该线接入京广高铁的列车。
2024年5月1日，车站开始办理行李包裹运输业务。2025年1月9日，江荔联络线江村西所至广州白云站段开通，本站西高铁场随之启用。

## 车站構造

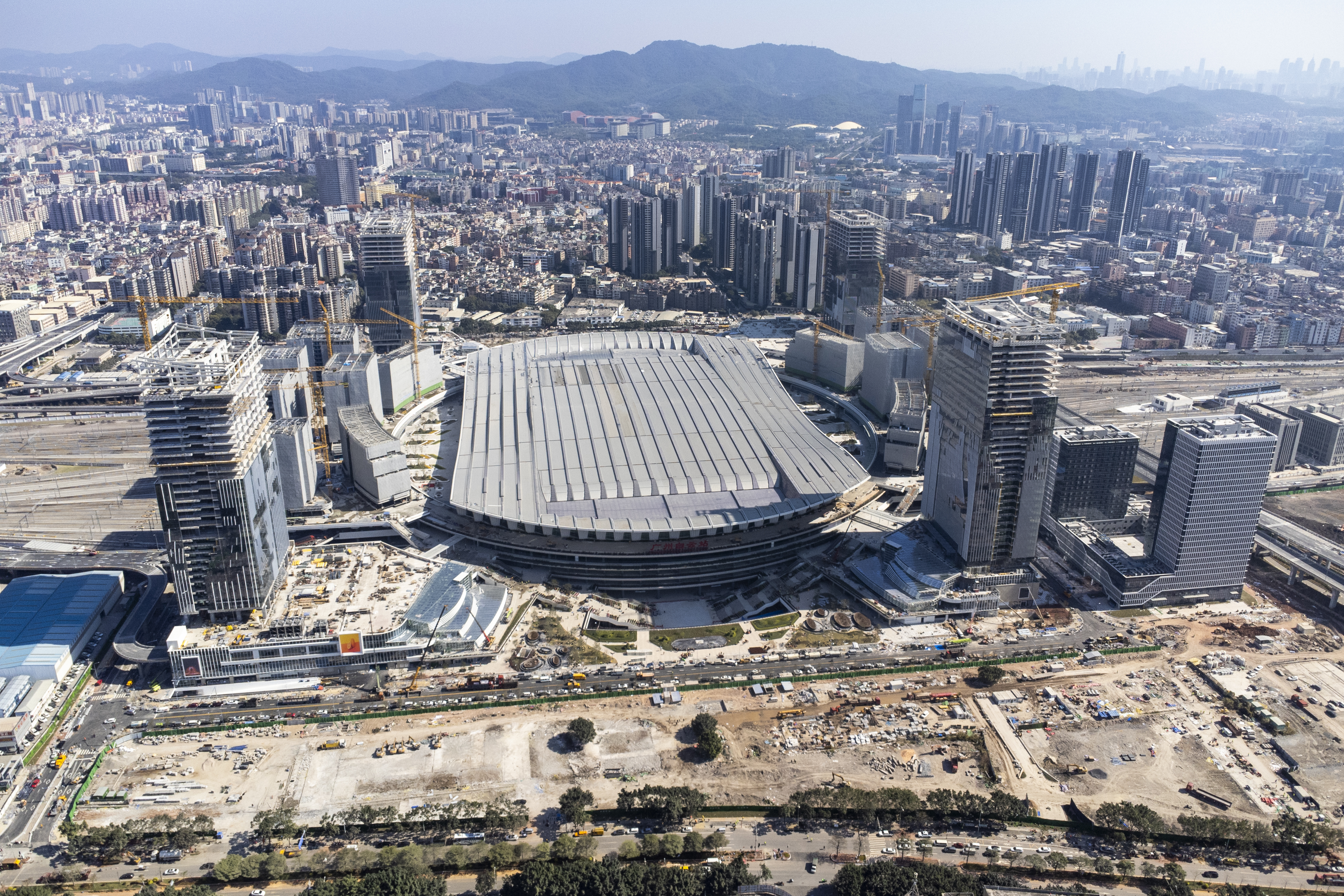
俯瞰车站西部

广州白云站整体采用“方—圆—方”的图底关系布局，其中外方为城，总占地面积达到34万平方米；内方为站，总占地面积达到9.7万平方米；外方与内方之间的圆是两个呼吸广场。车站以及综合交通枢纽整体由铁四院、日建设计、华工设计院以及广州市规划院等单位组成的联合体设计，采用“云山珠水，木棉花开”的设计理念，建筑规模约为45.4万平方米，包括地上站房工程的14.5万平方米，地下配套工程30.9万平方米。

### 车站广场
在站房的高架候车室南北两侧将会布置车站旅客集散广场。两个车站广场又被称作“呼吸广场”，平时则作为休闲景观广场使用；而因应普速旅客具有长时间候车和春运客流爆发特点，在春运等客流量增大的情况下，广场上方将会伸出大型顶棚，变成可容纳大量旅客临时聚集并且直接进站的“扩展候车室”，使得车站的旅客容量增大三倍，满足了普速客站弹性候车需求，解决了以往在其他车站在客流高峰期站内旅客聚集过多或者旅客仅能在站外露天广场候车的窘况。
站房东西两侧亦设有旅客集散广场。西广场设置以木棉花为设计原型的《绽放》雕像，展现白云站的繁忙和四通八达；东广场则规划设置《朝阳》雕像。

### 站房
站房总面积14.45万平方米，地下社会停车场（整体纳入国铁场，不含出租车场）面积14.85万平方米；地铁集散、城市换乘通道及配套工程11.7万平米；上盖开发平台2.0万平米，其他房屋29.59万平方米。
站房整体外观如盛开的木棉花，站房内外和四角共有104片木棉花瓣造型的墙面，其中东西各有12片飘带花瓣、15片内花瓣和25片外花瓣。东西两侧设置直通地下一层的“光谷”，位于两排向外展开的木棉花瓣间，外侧木棉花瓣向前悬挑，各片墙体呈弧形并延展至屋面，覆盖站房外通向上盖开发部分的室外大台阶，起到遮阳避雨作用，并自然形成类似于骑楼冷巷、具有通风功能的灰空间，向内悬挑对站房候车室起到很好的遮阳作用，同时亦增加了站房的自然采光。
站房为跨线高架候车式站房，旅客进出站流线采用上进下出为主、下进下出为辅的方式，进站旅客以高架候车室候车为主，辅以线下快速进站厅。社会车、出租车通过高架道路系统在站房高架层腰部落客进站，公交车、长途客运车和旅游大巴通过四角的交通附属设施形成四核进站布局，乘坐地铁的旅客可通过“光谷”空间直达高架候车室，高架候车室的旅客通过扶梯或楼梯下到站台层。出站旅客在出站大厅通过站房四角的配套建筑换乘公交车、长途客运车和旅游大巴，通过出站厅南北两侧的配套车场换乘出租车和社会车，换乘地铁的客流可通过出站厅中央的垂直交通到达地铁换乘层。地下一层设置了下进系统，服务中转换乘旅客、高铁城际通勤客流，方便旅客直接在地下进站候车。白云站到发分离的立体交通换乘组织高效地实现了客流的平层对接，最大限度地实现了各种交通方式的无缝连接。
为配合地铁广州白云站实施单向免安检措施，地下一层出站大厅的通廊自2025年6月起整体封闭管理，未购票进站的乘客如欲来往东西广场需绕经南北通廊。

#### 楼层分布
车站地面一层设置车场，轨顶标高为6.1米，并设置东、西线侧站房；二层设置中央高架候车室、上盖平台及上盖开发转换层；地下一层设置出站大厅及地下社会停车场；地下二、三、四层设置地铁站场。具体楼层分布如下：
| 地上二层 | 4F（16.5米） | 高架夹层   | 商业配套、站房设备                                                 |
| 地上二层 | 3F（10米）   | 高架候车室 | 高架候车室、综合服务中心、商务座候车区                             |
| 地上二层 | 3F（10米）   | 检票口     | 检票口（1A-5A（国铁场））、检票口（1B-5B（国铁场）、6B（城际场）） |
| 地上二层 | 3F（10米）   | 服务设施   | 爱心候车区、母婴室、洗手间、客运值班室、公安值班室                 |
| 地上二层 | 3F（10米）   | 进站口     | 东进站口、西进站口                                                 |
| 地上二层 | 3F（10米）   | 落客平台   | 南北呼吸广场、南落客车道（潭涌路）、北落客车道（潭溪路）           |
| 地上一层 | 2F（4.7米）  | 站台层夹层 | 旅客服务中心、售票大厅、设备办公区域、东广场进站集散厅             |
| 地上一层 | 1F（0米）    | 站台层     | 国铁场站台（1-19站台）、城际场站台（20-21站台）                    |
| 地上一层 | （-2.4米）   | 承轨层     | 轨道                                                               |
| 地下一层 | B1（-7.2米） | 出站层夹层 | 社会车辆停车场                                                     |
| 地下一层 | B2（-12米）  | 出站层     | 中央通廊、出站厅                                                   |
| 地下一层 | B2（-12米）  | 换乘区域   | 人行通道、出租车场、社会车辆停车场、地铁换乘厅、地下进站厅         |
| 地下二层 |              | 地铁层     | 地铁站厅                                                           |
| 地下三层 |              | 地铁层     | 地铁站台                                                           |
| 地下四层 |              | 地铁层     | 地铁站台                                                           |

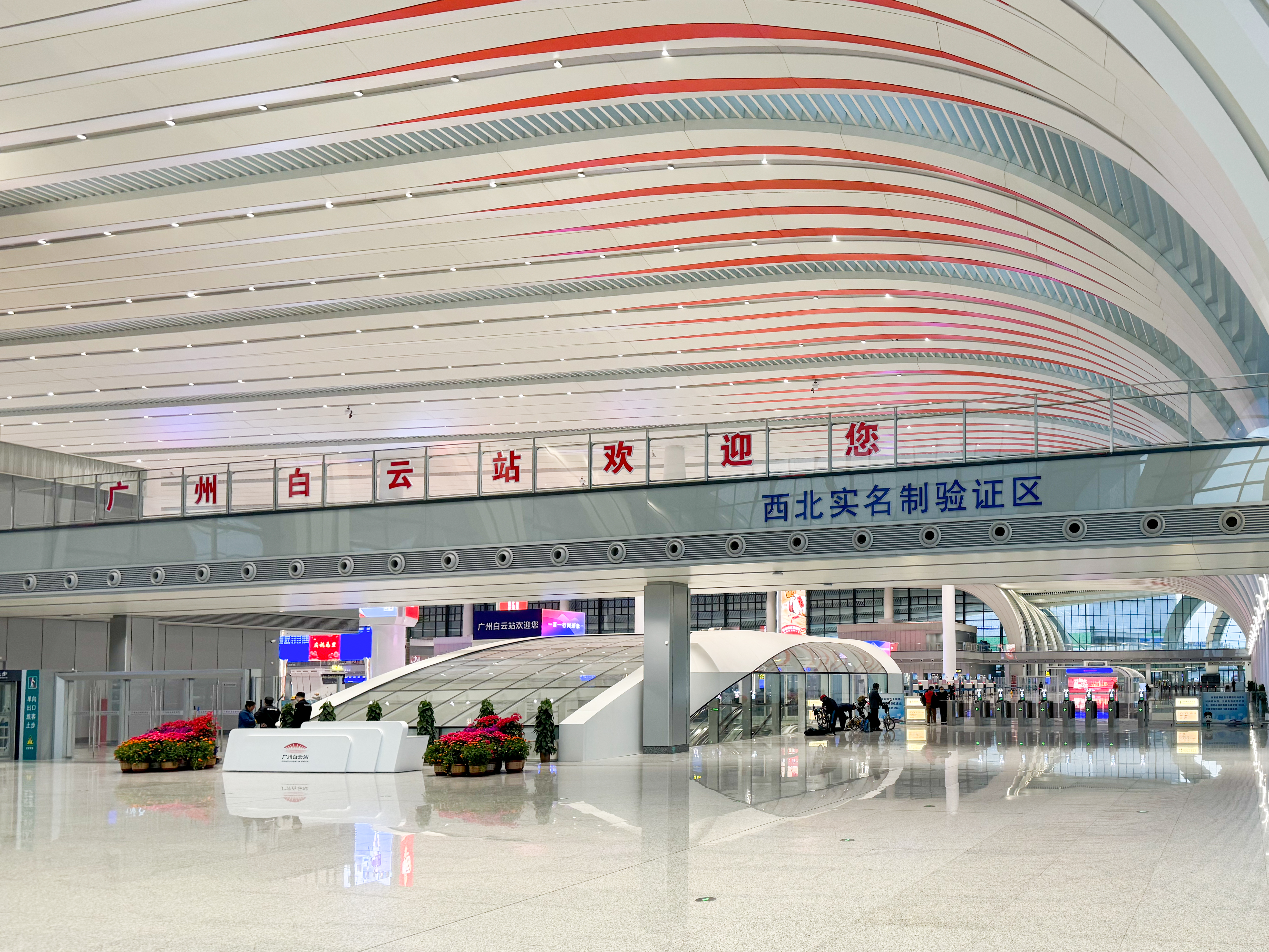
地上二层西北处的进站口
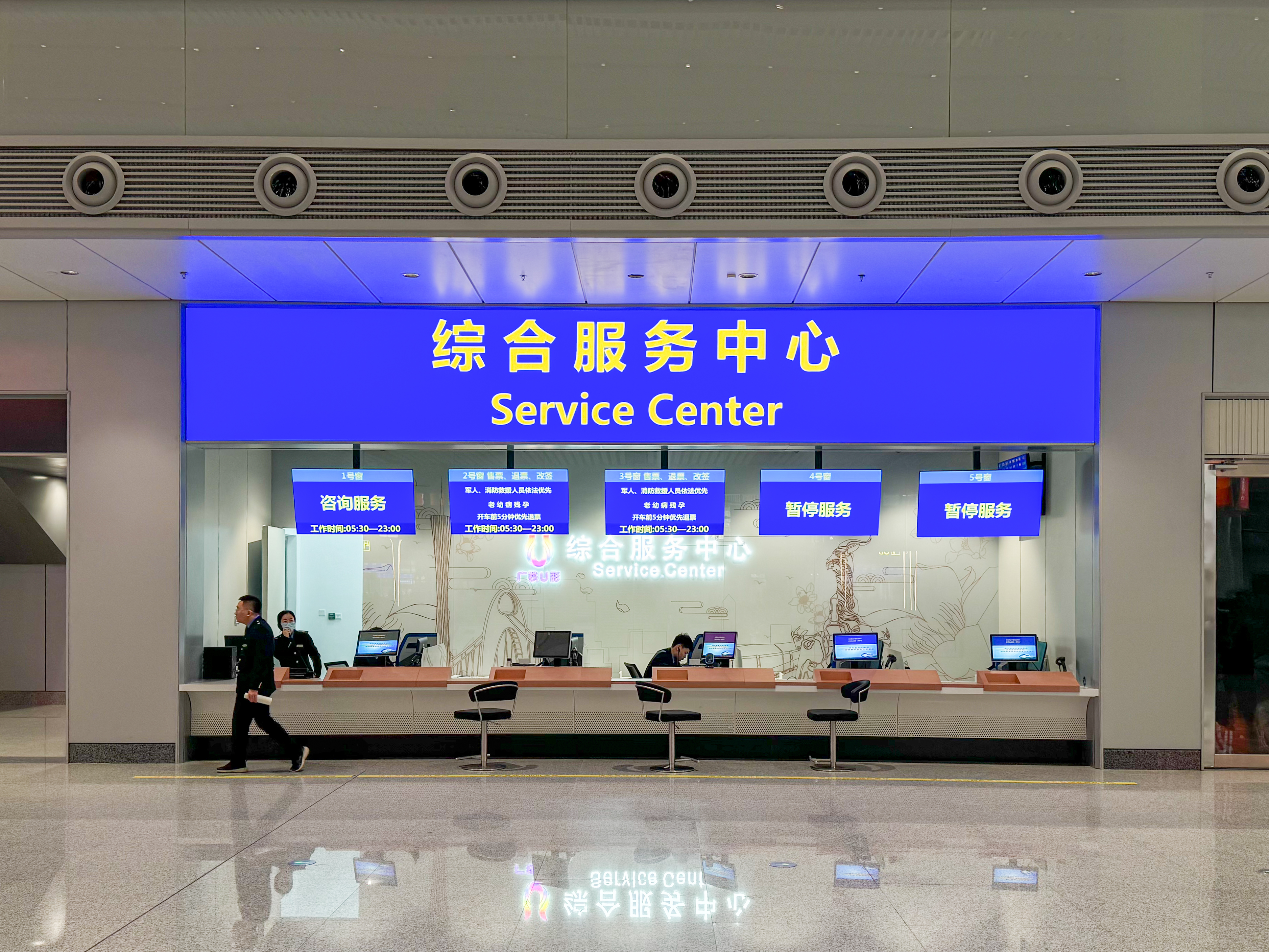
地上二层候车厅内的综合服务中心
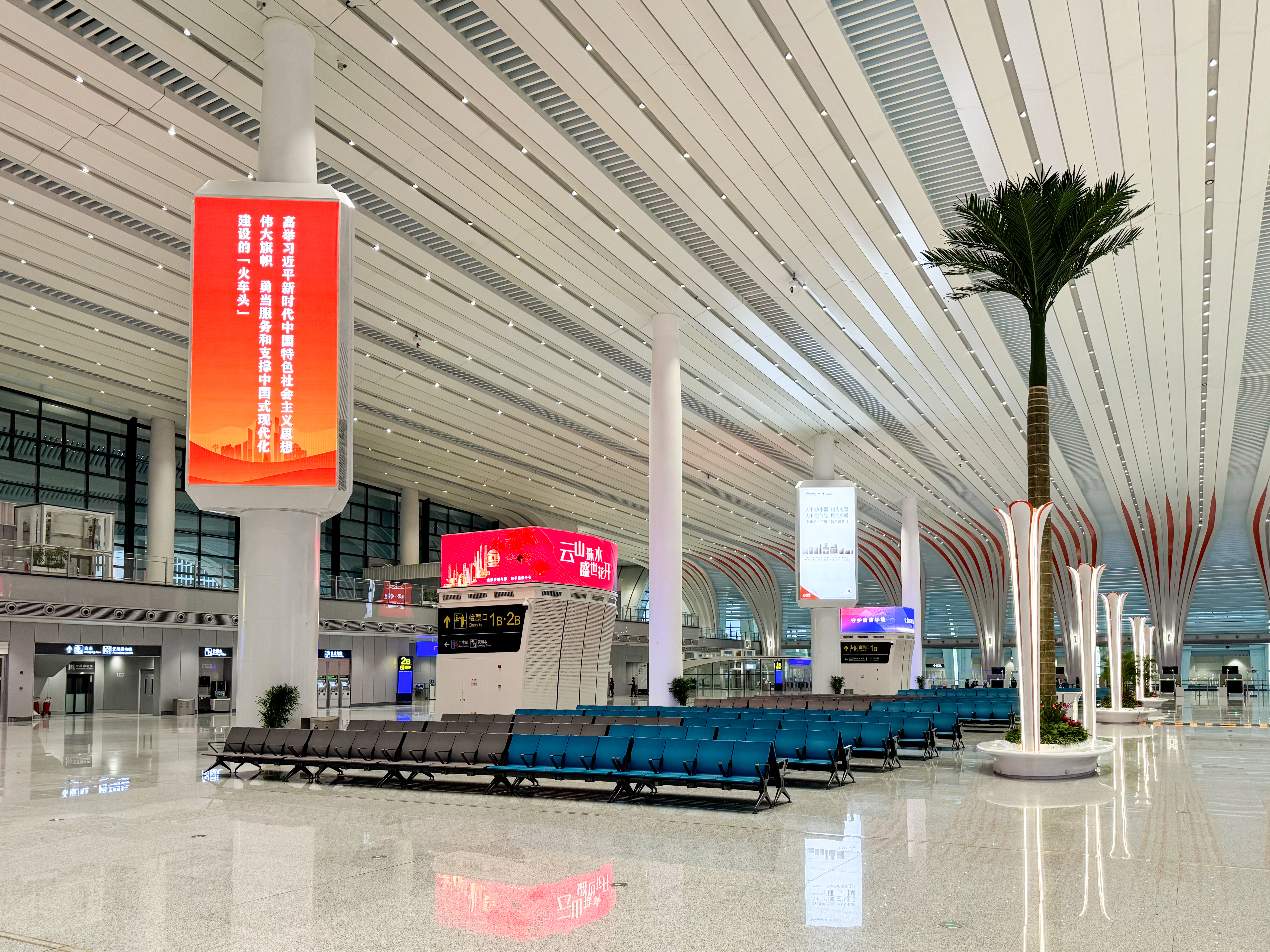
地上二层候车厅西南侧
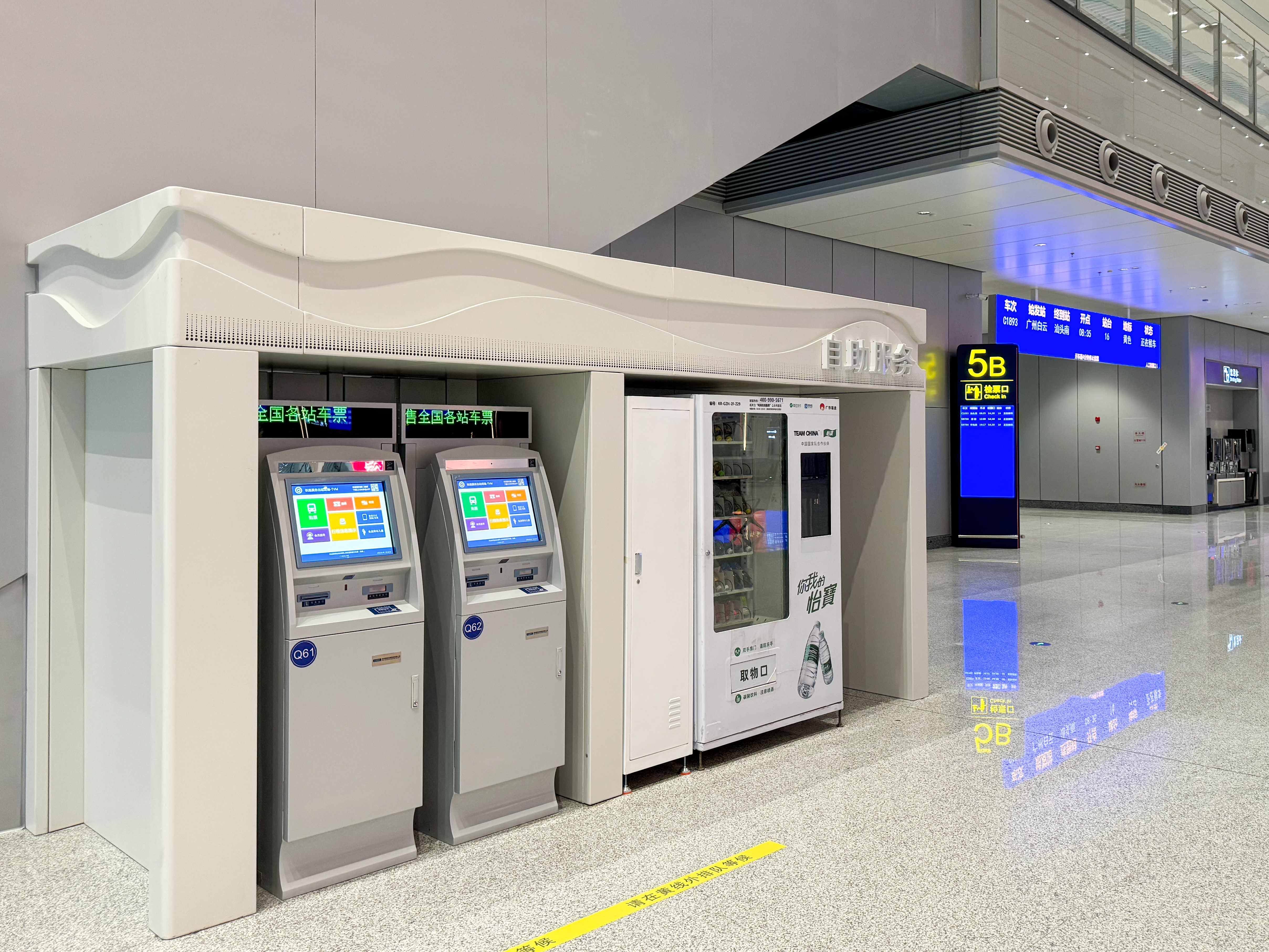
地上二层候车厅东南侧自助服务区
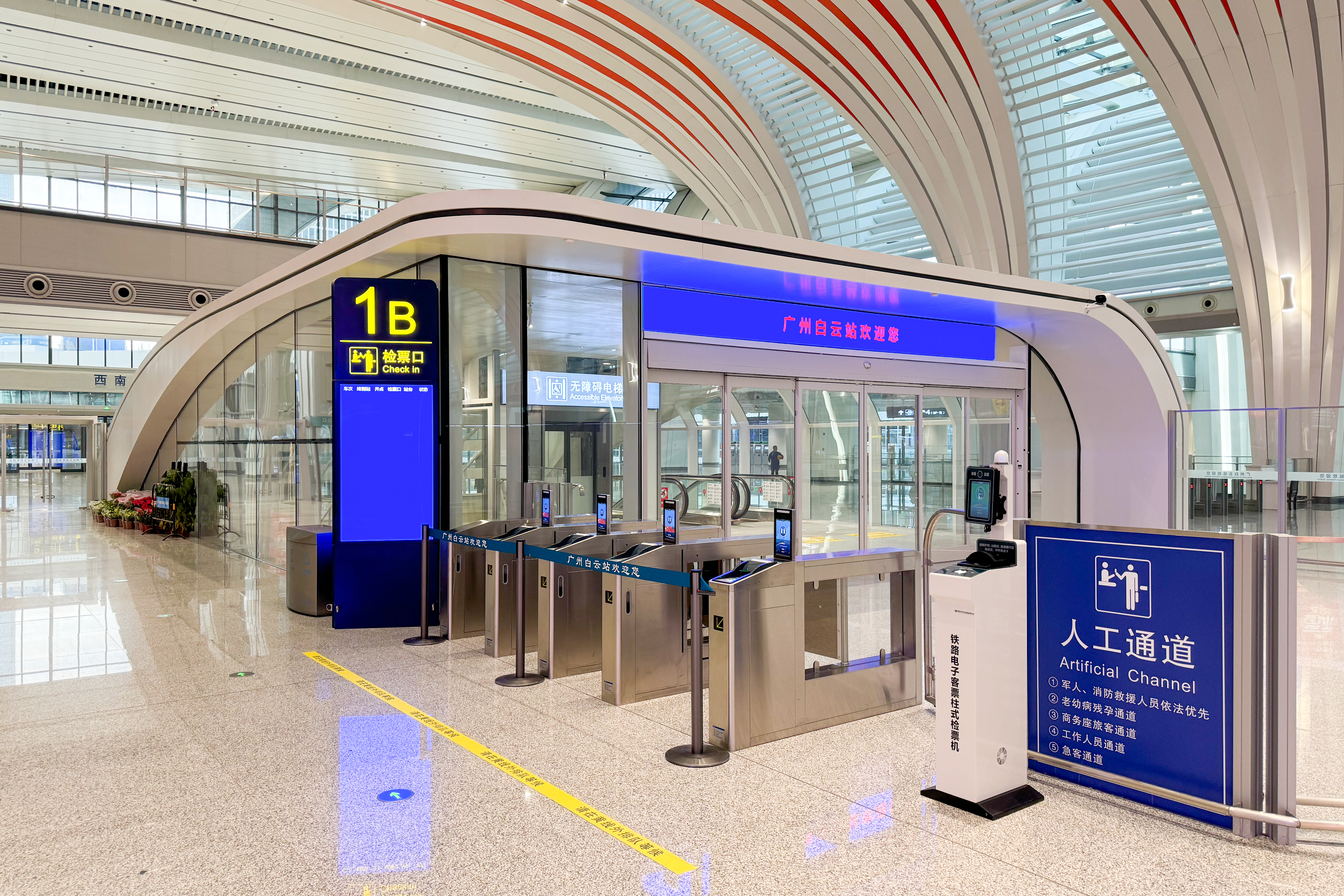
地上二层1B检票口
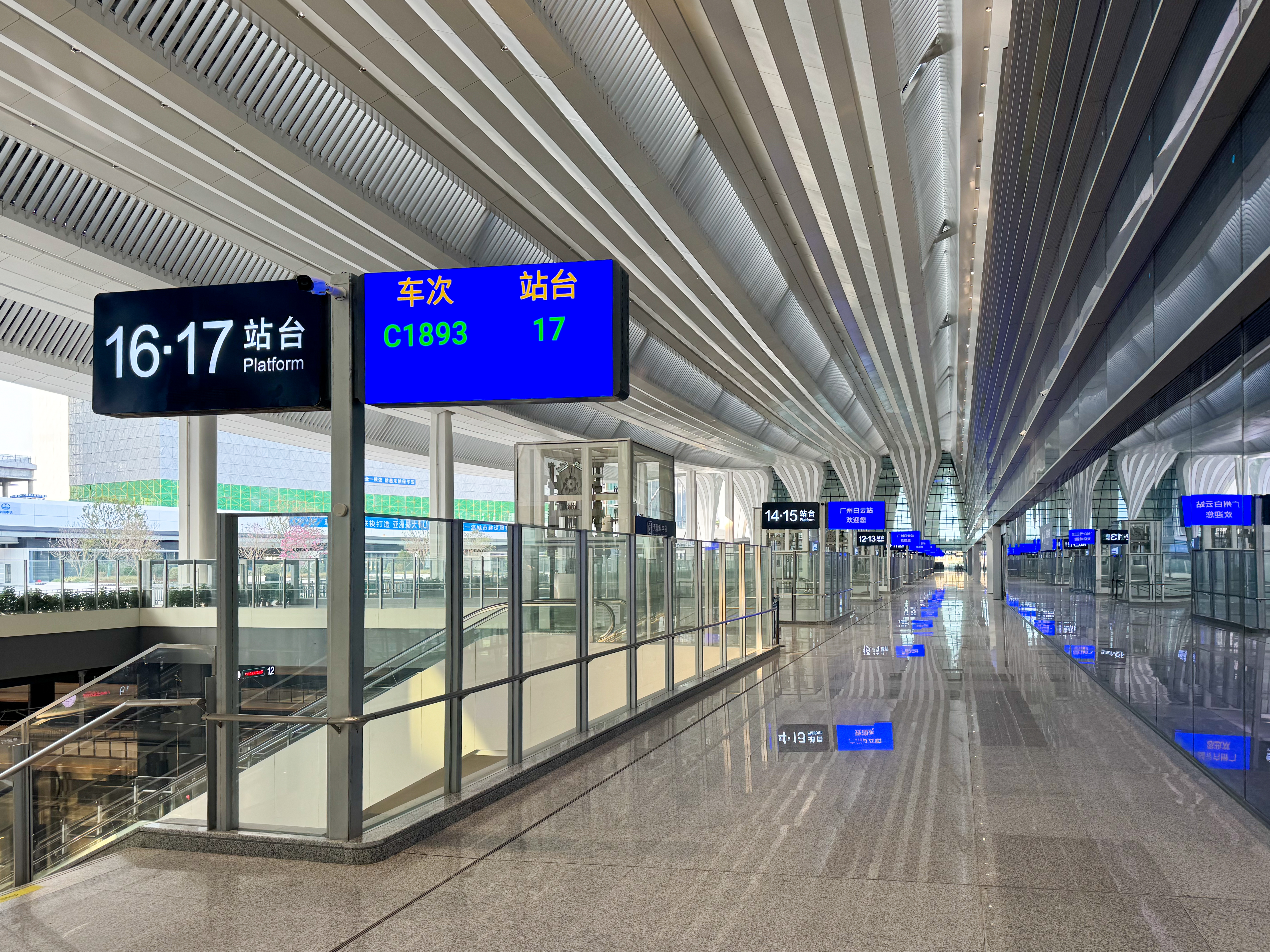
地上二层进站通廊
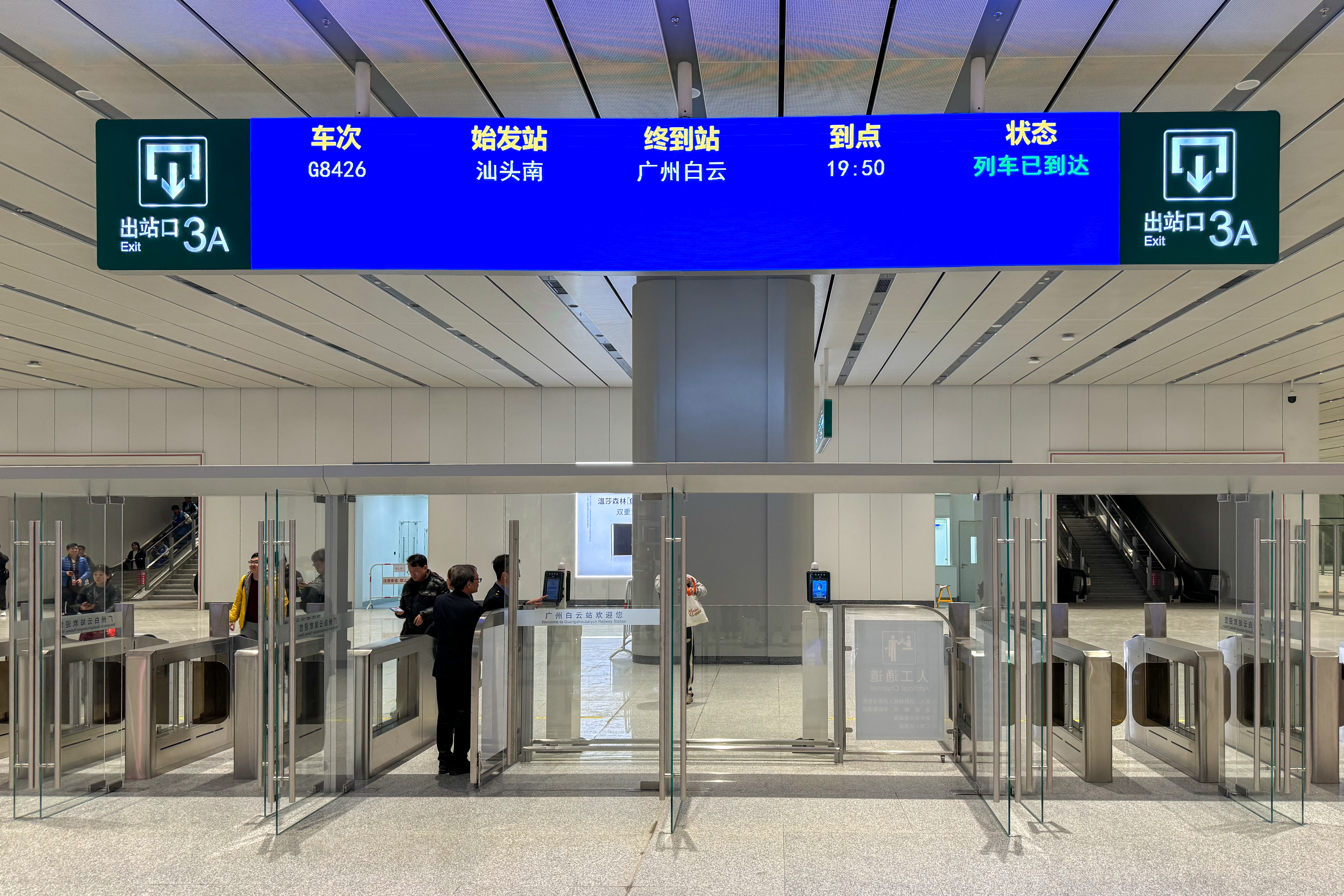
地下一层3A出站口
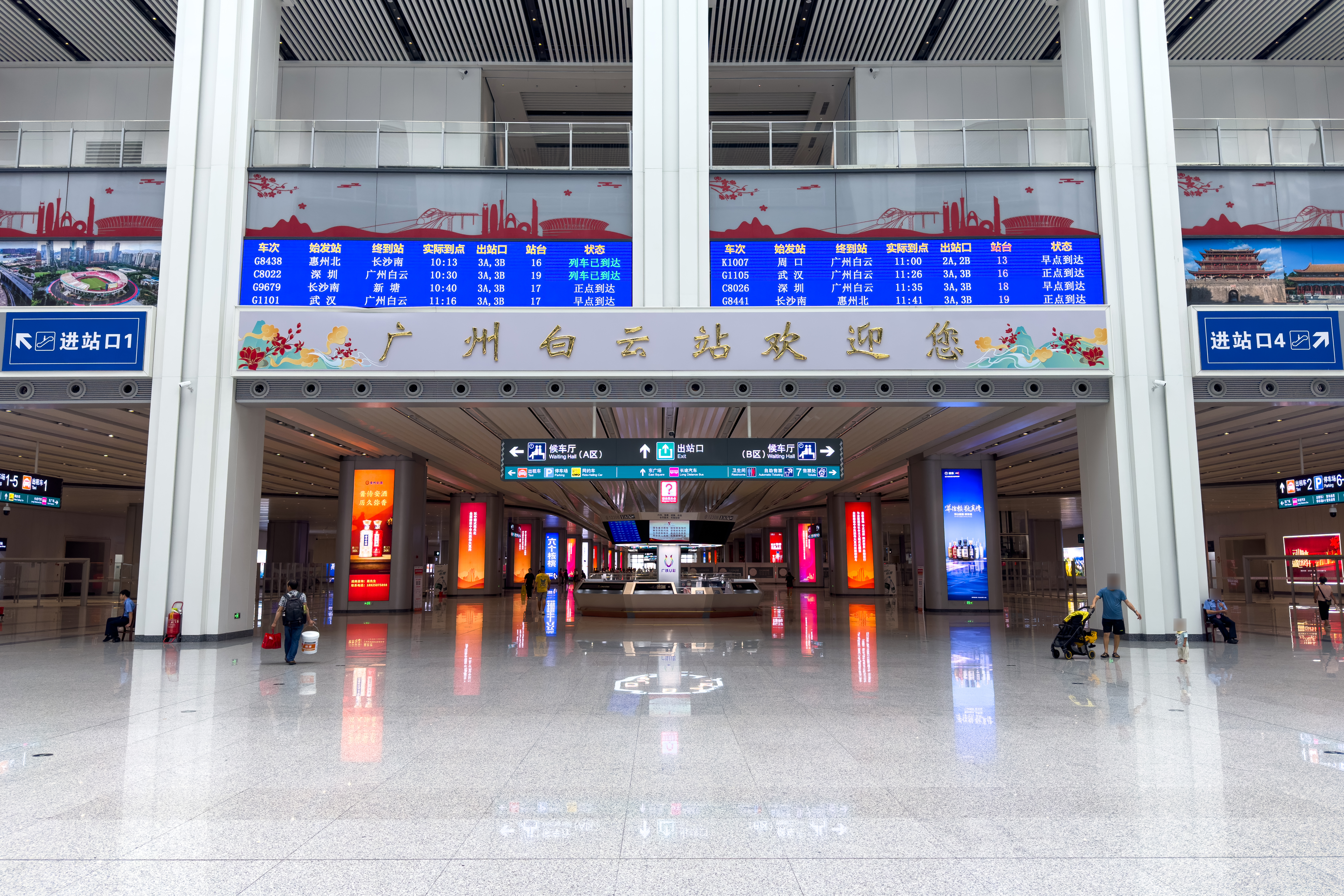
地下一层东侧出口

### 站场

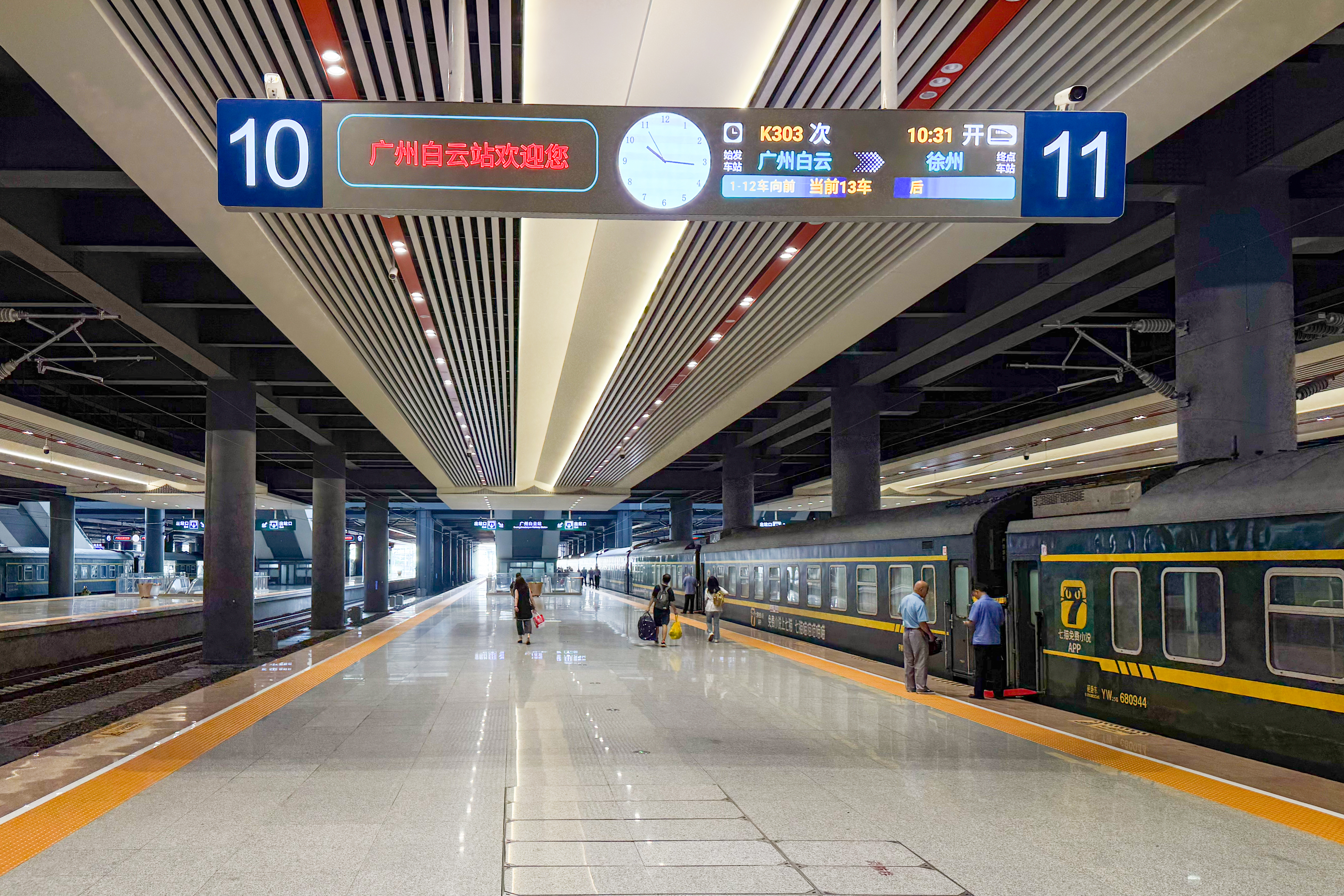
普速场10-11站台

广州白云站站场按西侧国铁场、东侧城际场分场布置，规模为11站台24线，站台包括10个岛式站台和1个侧式站台。所有站台中部上方为高架站房，南北两侧被车站的呼吸广场以及上盖一体开发物业覆盖，并设有铁路观景台。
国铁部分采用西侧广湛高速场、中间普速场、东侧京广高速场的线路别分场布置方案，总规模为10台22线（含正线4条，机走线1条），南端正线按互联互通设计，三个站场之间设有安全隔离栅栏。
- 西高铁场规模4台7线，接入江荔联络线。南咽喉连接荔湾线路所，而后线路正线经五眼桥线路所直通广南联络线往广州南站，广湛高铁在荔湾所接入，五眼桥所则可引出至贵南广联络线；北咽喉连接江村西线路所，线路正线与永广高速铁路按正线贯通往广州北站，亦可在江村西所转线至花广联络线或广河高速铁路。西高铁场所有站台长550米，设有1座宽17米的侧式站台，1座宽12米、2座宽12.75米的中间站台，1-7道均为到发线。站台编号1-7。邻靠正线的站台即3、4号站台预留了设置站台安全门的条件。[77][35][78]
- 中间的普速场5台10线，另设机车走行线1条，京广铁路上下行线於北端外包2条出入段线接入，并在西侧预留1条出入段线。北咽喉衔接大朗站以及大朗客车整备所，南咽喉则衔接广州站、广州客车整备所以及广州机务段。普速场承接了原广州站、广州东站的大部分普速列车，担当京广铁路、广茂铁路以及广深铁路方向的始发终到任务。普速场设有5座长550米，宽12米的中间站台，8-13道、15-18道为到发线，14道为机车走行线。站台编号8-17。[11][77][35]
- 东高铁场1台2线，另设正线2条，花广联络线自北端引入，南端则与京广线贯通。京广高速铁路列车通过广州北站引出的花广联络线接入车站，并直通既有京广线引入广州站。东高铁场设置了1座长550米，宽12米的中间站台，20、21道为到发线，19、22道为正线。站台编号18-19。[77][35]

城际部分有1台2线，接发经广清城际铁路运行的列车，北咽喉衔接白云湖站，南咽喉预留衔接广州站。城际场使用23、24道，站台长210米，宽15.5米，装有半高式屏蔽门。站台编号20-21。

## 利用状况
广州白云站啟用初期，每日仅开行约10列车。2024年1月10日全国铁路调图后，广州白云站满图下共开行92对列车。当中日常办客列车共104列，其中始发终到98列、经停6列；开行列车主要为北向的京广高铁列车、南向的广深城际列车和普速旅客列车，其中京广高铁动车组42列，广州白云至汕头南动车组2列，广深城际动车组28列，普速旅客列车32列。同年6月15日调图后，本站满图开行列车增加至116.5对，当中大幅增加广深城际列车至28对。
2025年7月1日调图后，广州白云站满图状态下共开行列车109对，其中普速和动集列车54对（始发终到44对、途经10对），动分动车组列车55对（始发终到47对、途经8对）；当中原广州站办理的全部京广铁路方向以及部分京九铁路方向的列车转至本站办客。

## 交通配套
广州白云站整体设计秉承公共交通导向型开发理念，是涵盖铁路和城市公共交通的大型综合交通枢纽，建成后将成为亚洲最大的火车站综合枢纽之一。车站综合交通枢纽接駁多条地铁线路，配套有出租车站场、长途客运中心、旅游大巴站场和城市公交站场，四大交通站场分布在火车站东南西北四个角的建筑裙房内，实现了枢纽内各种交通的无缝换乘与无风雨换乘。

### 市政道路
由广州白云站综合交通枢纽一体化工程建设的配套市政道路有三条，分别是潭涌路（工程名为白云二线）、潭溪路（工程名为棠槎路）、棠棠路（工程名为铁路东线）等三条新增的市政道路。新增的市政道路及其范围内的给水、通信、燃气等管线工程均由广州市城市规划勘测设计研究院负责设计。
新建的三条市政道路等级均为城市主干路，并有局部上跨既有及新建铁路线。其中潭涌路西起庆槎路（含广清高速连接线立交），东至小坪东路，道路线路长约3.72km，红线宽度为38-64m，按双向六车道设计，建议设计速度为60km/h；潭溪路西起黄金围大道，东至机场路（含新增机场高速立交及收费站），道路线路长约4.10km，红线宽度为40m，按双向6至8车道设计，建议设计速度为50km/h；棠棠路北起华南快速干线，南至同德围南北高架，道路线路长6.634 km，红线宽40米，双向6车道，设计速度为50km/h。
另外，车站西侧新建有棠颂路等8条道路；周边既有路网亦有进行升级改造，包括车站东侧的棠新路等6条道路以及西面石槎路等3条道路。

### 地铁
广州白云站的配套地铁站连接了广州地铁12號線、22号线、24号线，佛山地铁6号线及一條预留新線合共5条线路。同时，广州地铁8號線的石潭站亦增建了地下換乘通道，连接车站西广场地下一层的22号线站厅。
本站启用初期，仅有8号线石潭站通过地下换乘通道接驳。由于步行距离较长，通道内设置了6对共12台自动步道。2025年6月29日，位于车站东广场地下的12号线广州白云站正式开通运营，来往地铁和国铁站的距离有所减少；其中车站地下一层出站大厅的F、G、H口实行单向免安检措施，国铁乘客出站后无需再次安检即可乘坐地铁。
- 位于出站大厅的地铁广州白云站F入口（免安检进入地铁站）
- 出站大厅西出口对向的地铁8号线石潭站换乘通道

### 巴士

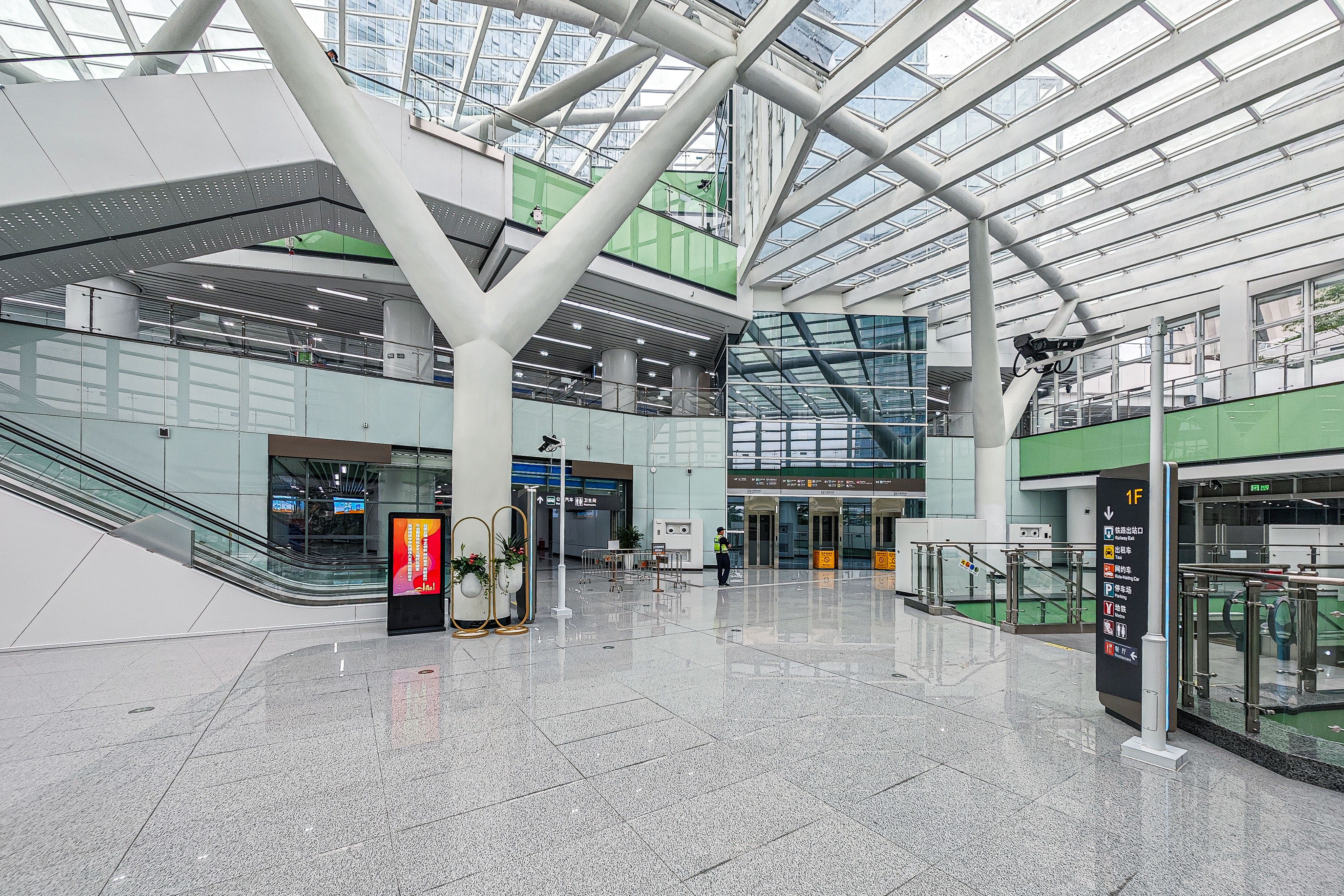
公交总站站厅

车站综合交通枢纽配套的广州白云站公交总站位于站场西北角，设落客车位20个、上客车位20个、蓄车100个；长途汽车站则在站场东南角，设落客车位20个、上客车位20个、蓄车80个。
截至2024年5月，有6条日间、3条夜班的公交线路在广州白云站公交总站始发。车站东西两侧的棠新路和石槎路亦设有广州白云站东／西广场公交中途站。
| 编号 | 编号 | 线路                       | 线路 | 线路                             | 收费 | 备注                      |
| ---- | ---- | -------------------------- | ---- | -------------------------------- | ---- | ------------------------- |
|      | 421  | 广州白云站公交总站         | ↻    | 云城中二路（地铁白云文化广场站） | 2元  |                           |
|      | 510  | 广州白云站公交总站         | ⇆    | 和瑞路                           | 3元  |                           |
|      | 523  | 广州白云站公交总站         | ⇆    | 江高（广技师白云校区）           | 2元  |                           |
|      | 527  | 广州白云站                 | ⇆    | 石溪                             | 2元  |                           |
|      | 662  | 地鐵飛翔公園站             | ⇆    | 广州白云站公交总站               | 2元  |                           |
|      | 807A | 广州火车站（草暖公园）     | ⇆    | 广州白云站公交总站               | 2元  | 20–30分/班                |
|      | 839  | 广州白云站                 | ⇆    | 芳和花园                         | 2元  |                           |
|      | 840  | 广州白云站公交总站         | ⇆    | 人和鹤龙七路                     | 3元  |                           |
|      | 925  | 广州白云站公交总站         | ↻    | 广州白云站公交总站               | 2元  |                           |
|      | 夜22 | 江南大道南（地铁江泰路站） | ⇆    | 广州白云站公交总站               | 4元  | 244路附属线路；20–30分/班 |
|      | 夜75 | 广州白云站公交总站         | ↻    | 地鐵飛翔公園站                   | 3元  | 980路附属线路             |
|      | 夜77 | 广州白云站公交总站         | ⇆    | 广州火车东站                     | 3元  | 810路附属线路 20–30分/班  |

| 编号 | 编号 | 线路             | 线路 | 线路                 | 收费  | 备注 |
| ---- | ---- | ---------------- | ---- | -------------------- | ----- | ---- |
|      | 705  | 广州白云站东广场 | ⇆    | 广州北站（秀全大道） | 3–4元 |      |

| 编号 | 编号 | 线路                   | 线路 | 线路                             | 收费 | 备注          |
| ---- | ---- | ---------------------- | ---- | -------------------------------- | ---- | ------------- |
|      | 421  | 广州白云站公交总站     | ↻    | 云城中二路（地铁白云文化广场站） | 2元  |               |
|      | 510  | 广州白云站公交总站     | ⇆    | 和瑞路                           | 3元  |               |
|      | 523  | 广州白云站公交总站     | ⇆    | 江高（广技师白云校区）           | 2元  |               |
|      | 662  | 地鐵飛翔公園站         | ⇆    | 广州白云站公交总站               | 2元  |               |
|      | 807A | 广州火车站（草暖公园） | ⇆    | 广州白云站公交总站               | 2元  | 20–30分/班    |
|      | 925  | 广州白云站公交总站     | ↻    | 广州白云站公交总站               | 2元  |               |
|      | 夜75 | 广州白云站公交总站     | ↻    | 地鐵飛翔公園站                   | 3元  | 980路附属线路 |

| 编号 | 编号 | 线路               | 线路 | 线路               | 收费 | 备注                     |
| ---- | ---- | ------------------ | ---- | ------------------ | ---- | ------------------------ |
|      | 7    | 石槎路（金碧新城） | ⇆    | 大沙头             | 2元  |                          |
|      | 63   | 锦城花园（东风东） | ⇆    | 石槎路（金碧新城） | 3元  |                          |
|      | 259  | 罗冲围（松南路）   | ⇆    | 嘉禾长湴           | 3元  |                          |
|      | 527  | 广州白云站         | ⇆    | 石溪               | 2元  |                          |
|      | 539  | 永泰集贤路         | ⇆    | 同德围（金德苑）   | 2元  |                          |
|      | 夜77 | 广州白云站公交总站 | ⇆    | 广州火车东站       | 3元  | 810路附属线路 20–30分/班 |
|      | 夜80 | 地铁西村站         | ⇆    | 石马公交场         | 3元  | 21路附属线路             |

同年9月，白云站开通了来往白云机场的接驳巴士服务。

### 停车场
车站配套的停车场共有2层，包括9个普通停车场、2个出租车场、1个网约车接客区。其中出租车场在站场东北角，将设落客车位20个、上客车位70个、蓄车100个；旅游大巴站在站场西南角，将设落客车位5个、上客车位5个、蓄车5个；社会车辆停车场/网约车场（含新能源汽车充电桩）则在车站南北两侧；此外还会设置非机动车（含共享单车）停车场。2024年1月，北侧出站层的P1、P2普通停车场和网约车接客区开放使用。